# Alexander Edmund Batson Davie
Pour les articles homonymes, voir Davie.
Alexander Edmund Batson Davie (habituellement appelé simplement A.E.B. Davie) (né le 24 novembre 1847, mort le 1er août 1889) est un avocat et homme politique britanno-colombien ; il a été premier ministre de la Colombie-Britannique du 29 mars 1887 au 1er août 1889, date à laquelle il est mort dans l'exercice de ses fonctions, Il est le deuxième premier ministre britanno-colombien à mourir en fonction après William Smithe.

## Biographie

### Premières années
Né dans la paroisse de St. Cuthbert Wells dans le Somerset en Angleterre, Davie étudie à la Silcoate's School de Wakefield dans le West Yorkshire. En 1862, il immigre avec son père et ses trois frères dans la colonie de l'Île de Vancouver, laissant sa mère, un frère et une sœur en derrière eux. Plus tard, ils sont parmi les premiers colons à s'installer dans la vallée de la rivière Cowichan (en) près de Duncan. Il travaille alors comme commis de bureau entre autres pour le juge Matthew Begbie (en). Devenu membre de la Law Society of British Columbia, il sert comme secrétaire de l'organisation à partir de juillet 1869,.

### Droit et politique
Simultanément à sa pratique du droit à Victoria et dans la région de Cariboo, il s'intéresse à la politique. Briguant les suffrages dans Cariboo en 1875, il soutient le gouvernement du premier ministre George Anthony Walkem dans son travail de pression sur le gouvernement fédéral afin de forcer ce dernier à procéder à la construction du chemin de fer du Canadien Pacifique et respecter les modalités des conditions d'entrée de la province dans la Confédération canadienne.
Lorsque le gouvernement Walkem (en) chute face à une motion de censure, Davie se rallie au nouveau premier ministre Andrew Charles Elliott. En 1877, il se voit offrir le poste de Secrétaire provincial. Devant revenir devant ses électeurs pour faire valider cette nomination, il perd l'élection partielle entre autres en raison de la campagne exercée par Walkem contre celui qui considérait désormais comme un traitre.
Retourné à la pratique du droit avec Montague Tyrwhitt-Drake et Charles Edward Pooley, il démarre un cabinet avec ce dernier à Victoria. 

### Procureur-général
Ne résistant pas à l'appel de la politique, il se fait élire et entre au gouvernement de William Smithe au poste de procureur-général en janvier 1883. Nommé conseiller du roi en 1884, il met en place une commission de trois commissaires, dont l'ancien premier ministre Elliott, chargés d'enquêter sur les désordres parmi les Indiens de Metlakatla après le congédiement de William Duncan.
En 1884, Davie, en sa qualité de procureur-général, défend et obtient gain de cause devant la Cour suprême du Canada sur le droit des provinces de légiférer en matière de tempérance. Il travaille aussi à mettre de l'ordre à la suite du chaos qu'avaient engendré les ruées vers l'or et l'adoption de nombreuses lois mal rédigées. 

### Premier ministre
À la suite du décès de Smithe en mars 1887, le lieutenant-gouverneur Hugh Nelson propose à Davie de former le gouvernement (en). Malgré sa fonction de premier ministre, il conserve le poste de procureur-général. Tombant rapidement malade, Davie se rend en Californie et tente de diriger la province à distance avec l'aide de son secrétaire provincial John Robson. 
À son retour des États-Unis en mai 1888, son état continue de se détériorer. En juillet 1889, il refuse un poste de juge à la Cour suprême du Canada offert par le ministre fédéral de la Justice John Sparrow David Thompson.
Davie meurt de phtisie à Victoria en août 1889 et est inhumé au cimetière Ross Bay,.
Il était franc-maçon freemasonry.bcy.ca.

## Hommage
Le Davie Village, quartier et village gay de Vancouver est nommé en son honneur. Une rumeur laisse présager que Davie aurait été le premier premier ministre homosexuel de la Colombie-Britannique. 